# A. J. Brown
Arthur Juan „A. J.“ Brown (geboren am 30. Juni 1997 in Starkville, Mississippi) ist ein US-amerikanischer American-Football-Spieler auf der Position des Wide Receivers. Er spielte College Football für die University of Mississippi. Seit 2022 steht er bei den Philadelphia Eagles in der National Football League (NFL) unter Vertrag, zuvor spielte er drei Jahre lang für die Tennessee Titans. Mit den Eagles gewann Brown den Super Bowl LIX.

## Frühe Jahre
Brown wurde in Starkville, Mississippi, geboren und ging dort auf die Highschool. In seiner Highschoolzeit  erzielte er 2.883 Yards Raumgewinn und 35 Touchdowns, zudem gewann er mit den Starkville Yellowjackets 2015 die Staatsmeisterschaft in Mississippi. Neben Football spielte Brown auch als Outfielder erfolgreich Baseball an der Highschool. Er war der zweite Spieler nach Kyler Murray, der sowohl am All-Star-Highschool-Spiel für American Football als auch für Baseball teilnahm.

## College
Von 2016 bis 2018 spielte Brown Football am College. Er besuchte die University of Mississippi und spielte dort für die Ole Miss Rebels in der NCAA Division I FBS. In der 19. Runde des MLB Draft 2016 wurde Brown von den San Diego Padres ausgewählt und unter Vertrag genommen. Durch seinen Vertrag konnte er am College nicht mehr Baseball, jedoch weiterhin Football spielen. Für die Padres war Brown jedoch kaum aktiv, da er sich auf seine Footballkarriere konzentrierte, und absolvierte nur einige Trainingseinheiten.
2017 wurde Brown mit der Conerly Trophy als bester College-Football-Spieler in Mississippi ausgezeichnet. In diesem Jahr und im Jahr darauf wurde Brown in das All-Star-Team der Southeastern Conference gewählt. Er stellte an seinem College die Rekorde für die meisten gefangenen Pässe in einer Saison (85) und für die meisten Receiving Yards auf.
Insgesamt fing Brown am College 189 Pässe für 2984 Yards Raumgewinn sowie 19 Touchdowns. Am 4. Dezember 2018 gab er bekannt, auf ein mögliches viertes Jahr am College zu verzichten und sich für den NFL Draft 2019 anzumelden.

## NFL

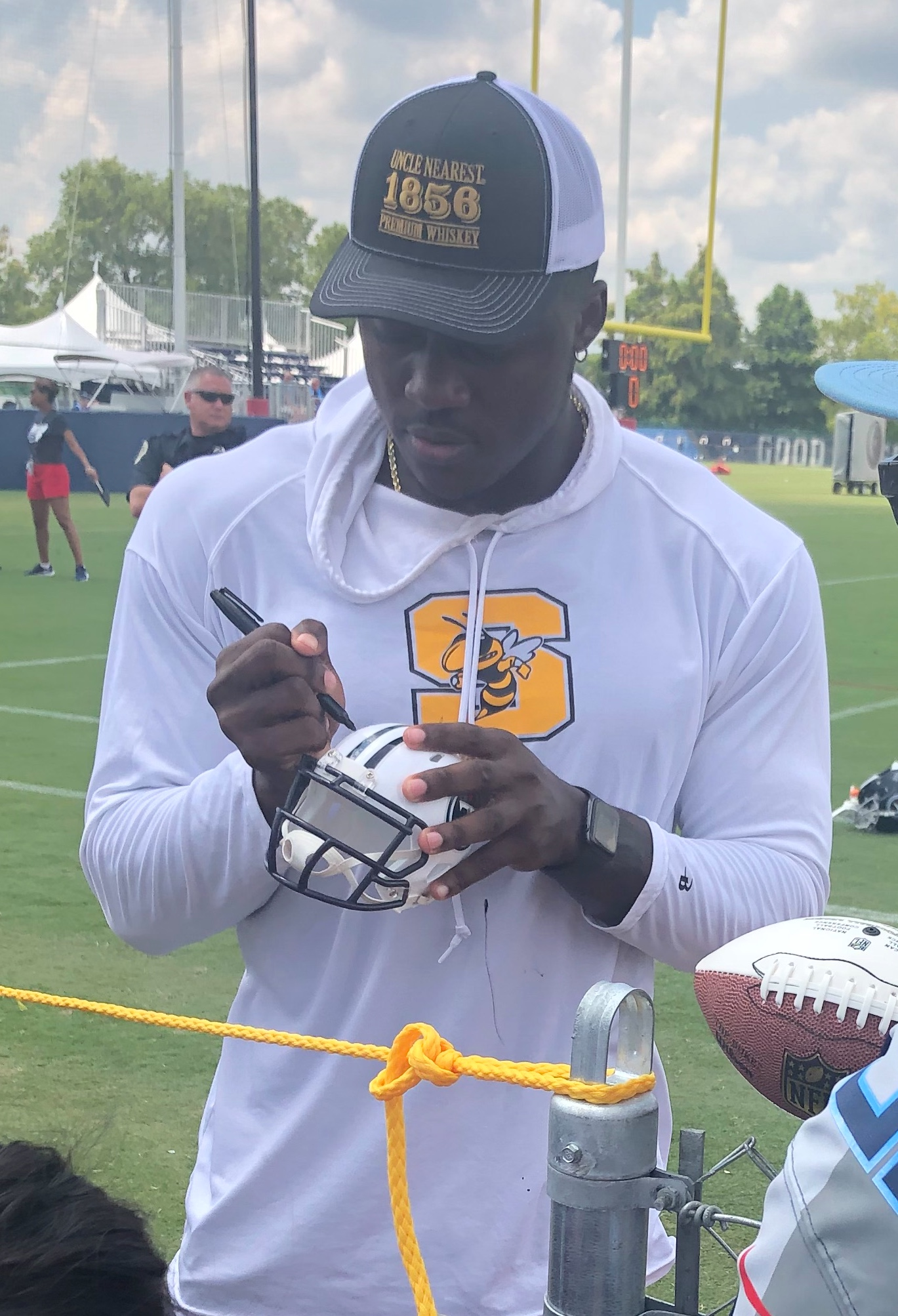
Brown im Trainingscamp der Titans im August 2019

Brown wurde im NFL Draft 2019 in der 2. Runde an 51. Stelle von den Tennessee Titans ausgewählt. Bei seinem NFL-Debüt in Woche 1 der Saison 2019 gegen die Cleveland Browns fing er drei Pässe, mit denen er 100 Yards Raumgewinn erzielte. Beim 24:10-Sieg über die Atlanta Falcons am vierten Spieltag fing Brown seine ersten beiden Touchdownpässe in der NFL. Nach drei Spielen mit über 100 Receiving Yards wurde Brown zum Offensive Rookie of the Month im Monat Dezember ernannt. Mit insgesamt 1051 Yards Raumgewinn durch gefangene Pässe war Brown der in dieser Statistik beste Rookie der Saison.
Mit 70 gefangenen Pässen für 1075 Yards und 11 Touchdowns war Brown 2020 erneut der führende Receiver der Titans. Er wurde erstmals in den Pro Bowl gewählt. In der Saison 2021 verpasste Brown eine Partie wegen einer Oberschenkelverletzung und drei weitere Partien wegen einer Verletzung an der Brust. Er fing 63 Pässe für 869 Yards und fünf Touchdowns.
Während der ersten Runde des NFL Draft 2022 gaben die Titans Brown im Austausch gegen den Erstrundenpick der Philadelphia Eagles und einen Drittrundenpick ab, nachdem zuvor Verhandlungen der Titans mit Brown über eine Vertragsverlängerung erfolglos geblieben waren. Mit den Eagles einigte Brown sich auf eine Vertragsverlängerung um vier Jahre im Wert von 100 Millionen US-Dollar, davon 57 Millionen garantiert. Bei den Eagles wurde er an der Seite von DeVonta Smith zum neuen Nummer-eins-Receiver und fing 88 Pässe für 1496 Yards und elf Touchdowns, jeweils Karrierebestwerte. Seine 1496 Yards Raumgewinn im Passspiel waren zudem neuer Franchiserekord bei den Eagles. Bei der 35:38-Niederlage der Eagles im Super Bowl LVII gegen die Kansas City Chiefs fing er sechs Pässe für 96 Yards und einen Touchdown. Brown wurde in den Pro Bowl sowie zum Second-team All-Pro gewählt.
Beide Auszeichnungen erhielt Brown auch in der Saison 2023, in der er mit 106 gefangenen Pässen einen neuen Franchiserekord aufstellte. Dabei gelangen ihm 1456 Yards Raumgewinn, was der fünfthöchste Wert der Saison war. Er wurde im Oktober als NFC Offensive Player of the Month sowie als NFC Offensive Player of the Week in Woche 7 ausgezeichnet. Mit sechs Spielen in Folge mit über 125 Receiving-Yards stellte Brown zudem einen neuen NFL-Rekord auf. Aufgrund einer Knieverletzung verpasste er die Play-off-Niederlage der Eagles gegen die Tampa Bay Buccaneers in der ersten Runde.
Im April 2024 einigte sich Brown mit den Eagles auf eine Vertragsverlängerung um drei Jahre im Wert von 96 Millionen US-Dollar, davon 84 Millionen garantiert, bis 2029. In der Saison 2024 verpasste er drei Spiele wegen einer Oberschenkelverletzung und kam am sportlich für die Eagles bedeutungslosen letzten Spieltag nicht zum Einsatz. In 13 Spielen der Regular Season fing Brown 67 Pässe für 1079 Yards und sieben Touchdowns. Er zog mit den Eagles in den Super Bowl LIX ein und fing beim 40:22-Sieg gegen die Kansas City Chiefs drei Pässe für 43 Yards und einen Touchdown.

### NFL-Statistiken
| 2019                               | Tennessee Titans    | 16 | 11 | 52  | 1051 | 20,2 | 91 | 8  | 1 | 0 |
| 2020                               | Tennessee Titans    | 14 | 12 | 70  | 1075 | 15,4 | 73 | 11 | 2 | 1 |
| 2021                               | Tennessee Titans    | 13 | 13 | 63  | 869  | 13,8 | 57 | 5  | 0 | 0 |
| 2022                               | Philadelphia Eagles | 17 | 16 | 88  | 1496 | 17,0 | 78 | 11 | 2 | 2 |
| 2023                               | Philadelphia Eagles | 17 | 17 | 106 | 1456 | 13,7 | 59 | 7  | 2 | 2 |
| 2024                               | Philadelphia Eagles | 13 | 13 | 67  | 1079 | 16,1 | 67 | 7  | 0 | 0 |
| Total                              | Total               | 90 | 82 | 446 | 7026 | 15,8 | 91 | 49 | 7 | 5 |
| Quelle: pro-football-reference.com |                     |    |    |     |      |      |    |    |   |   |